# Solenastrea bournoni
Solenastrea bournoni är en korallart som beskrevs av Milne Edwards och Jules Haime 1850. Solenastrea bournoni ingår i släktet Solenastrea och familjen Faviidae. IUCN kategoriserar arten globalt som livskraftig. Inga underarter finns listade i Catalogue of Life.